# مرجان (فیلم)
مرجان فیلمی به کارگردانی شهلا ریاحی و نویسندگی منوچهر کی‌مرام است که در سال ۱۳۳۴ ساخته و در سال ۱۳۳۵ اکران شد. این اولین فیلمی بود که شهلا ریاحی آن را کارگردانی کرد. 
این فیلم در زمرهٔ آثار نایاب و یا کم‌یاب سینمای ایران قرار دارد و اطلاعات موجود دربارهٔ آن محدود است.

## خلاصه داستان
قبیله‌ای از کولی‌ها نزدیک دهکده‌ای ساکن می‌شوند..

## بازیگران
- محمدعلی جعفری
- شهلا ریاحی
- تقی ظهوری
- احمد قدکچیان
- رحیم روشنیان
- تاج‌الملوک احمدی

## تولید فیلم
فیلمبرداری فیلم از اواسط تابستان ۱۳۳۴ آغاز و به مدت ۷ ماه ادامه داشت و ساخت فیلم تا یکی دوماه پیش از نوروز ادامه یافت و هزینه‌ای در حدود یک میلیون ریال دربرداشت.